# .ru
A .ru Oroszország internetes legfelső szintű tartomány kódja, melyet 1994. április 7-én hoztak létre. Egyaránt lehet második és harmadik szintű domaineket regisztrálni.
Nemzetközi doménnév-párja a cirill betűkkel írt .рф.

## Második szintű tartománykódok
- com.ru
- net.ru
- org.ru
- pp.ru